# Cerca del cielo
Cerca del cielo és una pel·lícula biogràfica hagiogràfica espanyola del 1951 dirigida per Mariano Pombo i Domingo Viladomat. Fou un encàrrec fet al director pels dirigents d'Acció Catòlica en homenatge al bisbe de Terol Anselmo Polanco Fontecha mort durant la guerra civil espanyola, i fou protagonitzada pel sacerdot falangista Venancio Marcos.

## Argument
L'acció comença en la presa de Terol per les tropes republicanes durant la guerra civil espanyola. Anselmo Polanco és nomenat bisbe de Terol l'octubre de 1935. La seva vida es creua amb la d'Enrique, qui ha cremat una església per ordre del secretari del PCE, cosa que li recrimina Carlos Ibáñez, qui marxa a Terol per casar-se amb la seva promesa Cristina. Carlos fuig i s'uneix als revoltats i Cristina és protegida per Enrique. Finalment Anselmo Polanco és detingut per milicians republicans i el 7 de febrer de 1939 és executat amb uns altres dotze religiosos.

## Repartiment
- Venancio Marcos ... Anselmo Polanco
- Patricia Morán	... Cristina
- Gustavo Rojo... Carlos Ibáñez
- José Sepúlveda	... Luciano Carrasco
- José María Seoane... Enrique Campos
- Antonio Casas ... Comandant Aguado
- Arturo Marín	... Don Felipe
- Carlos Casaravilla... Coronel Barba

## Producció
És considerada com un dels principals exponents de la recuperació del cinema de croada. Va comptar amb un assessor militar i un altre religiós. Inclou diverses escenes, tant documentals com de ficció, que il·lustren les eleccions generals espanyoles del 1936 guanyades pel Front Popular, manifestacions i actes de saqueig d'edificis religiosos i del propi setge de Terol. Per donar més versemblança al protagonista fou escollit com a actor un sacerdot, Venancio Marcos, molt conegut pels seus sermons radiofònics i la seva ideologia ultradretana.

## Premis
La pel·lícula va aconseguir un premi econòmic de 100.000 ptes, als premis del Sindicat Nacional de l'Espectacle de 1951.